# Yksdarhus lyneborgi
Yksdarhus lyneborgi là một loài ruồi trong họ Asilidae. Yksdarhus lyneborgi được Hradský & Hüttinger miêu tả năm 1983. Loài này phân bố ở vùng Cổ Bắc giới.